# Perrona micro
Perrona micro is een slakkensoort uit de familie van de Clavatulidae. De wetenschappelijke naam van de soort is voor het eerst geldig gepubliceerd in 2008 door Rolán, Ryall & Horro.